# Leuciva dealbata
Leuciva dealbata là một loài thực vật có hoa trong họ Cúc. Loài này được (A.Gray) Rydb. mô tả khoa học đầu tiên năm 1922.